# Bajmaki járás
A Bajmaki járás (oroszul: Баймакский район, baskír nyelven: Баймаҡ районы) Oroszország egyik járása a Baskír Köztársaságban. Közigazgatási központja Bajmak.

## Népesség
- 1970-ben 60 354 lakosa volt, melyből 42 663 baskír (70,7%), 3731 tatár (6,2%).
- 1989-ben 58 556 lakosa volt, melyből 46 583 baskír (79,8%), 2863 tatár (4,9%).
- 2002-ben 44 214 lakosa volt, melyből 38 795 baskír (87,74%), 3714 orosz (8,4%), 1241 tatár (2,81%).
- 2010-ben 40 862 lakosa volt, melyből 36 006 baskír (88,4%), 3 188 orosz (7,4%), 1 131 tatár (2,8%), 74 csuvas, 38 ukrán, 36 mordvin, 21 mari, 5 fehérorosz, 4 udmurt.

| Lakosok száma | 58 971 | 60 195 | 58 556 | 56 304 | 58 572 | 58 028 | 57 283 | 57 176 | 56 390 | 54 946 |
|               | 1939   | 1970   | 1989   | 2008   | 2010   | 2012   | 2014   | 2016   | 2018   | 2021   |